# Crataegus jesupii
Crataegus jesupii är en rosväxtart som beskrevs av Charles Sprague Sargent. Crataegus jesupii ingår i Hagtornssläktet som ingår i familjen rosväxter. Inga underarter finns listade i Catalogue of Life.